# Živković Kosa
Živković Kosa – wieś w Chorwacji, w żupanii karlowackiej, w gminie Vojnić. W 2011 roku liczyła 119 mieszkańców.